# Santissime Stimmate di San Francesco
Santissime Stimmate di San Francesco, även benämnd Santissime Stimmate, är en kyrkobyggnad i Rom, helgad åt den helige Franciskus av Assisi och särskilt åt hans stigmatisering. Kyrkan är belägen vid Largo delle Stimmate i Rione Pigna och tillhör församlingen Santa Maria in Aquiro.
Fasaden från år 1719 är ritad av Antonio Canevari. Skulpturen som framställer den helige Franciskus stigmatisering är utförd av Antonio Raggi.
I det första sidokapellet på höger hand finns ett krucifix i elfenben, utfört av Alessandro Algardi.

## Bilder
| - Fasaden. - Den helige Franciskus stigmatisering, utförd av Francesco Trevisani. - Fasadens insida. |